# Partmaximum
Le partmaximum (en russe партмаксимум, partmaksimoum) était le salaire maximum auquel pouvait prétendre les membres du parti bolchevique lorsqu'ils étaient employés à la tête des institutions et des entreprises d'état en URSS. Le partmaximum a été instauré par décret du Comité exécutif central panrusse du 23 juin 1921. Ce décret précise que le salaire des cadres ne peut pas dépasser 150% du salaire moyen dans les institutions et entreprises sous leur contrôle, tout en limitant également la possibilité d'accumuler des sources de revenu supplémentaires pour les cadres. Une autre source cite août 1922 comme origine du partmax, sur décision du 12e congrès du parti communiste (bolchévique) de Russie. Dès décembre 1917, un décret visant à limiter le salaire des commissaires du peuple, des hauts fonctionnaires et des fonctionnaires existait déjà. Ce décret ne s'appliquait cependant pas aux "spécialistes bourgeois" (ingénieurs, etc.).
Par résolution du Politburo du 8 février 1932 appliquée le 1er mars 1932, le partmaximum est aboli, et les salaires des spécialistes communistes sont alignés sur ceux des spécialistes non-communistes, beaucoup plus élevés. Le salaire des cadres communistes est également augmenté et diversifié en de nombreuses catégories.
Selon Eugène Varga, après l'abolition du partmaximum, "la désintégration de la société soviétique en classes et en couches sociales avec d'énormes différences de revenus a commencé. Les idées d'égalité, de modestie et d'altruisme ont été ridiculisées; un style de vie bourgeois a été instauré parmi des couches les plus privilégiées, surtout parmi la nomenklatura. Les mots de Marx selon lesquels l'être social d'un corps détermine son idéologie s'appliquent sans aucun doute également à la bureaucratie actuelle, peu importe ce qu'elle dit sur son «engagement à l'égard de l'internationalisme prolétarien»".
Selon Viatcheslav Molotov, cité par F. Chuev, l'abolition du partmaximum aurait eu lieu fin 1929, et a été officiellement liquidée par la résolution du Politburo en 1932.

## Origine

### Avant la révolution d'Octobre
En 1871 mais également en 1891, Marx et Engels parlaient déjà de limiter le salaire des fonctionnaires au niveau d'un ouvrier moyen :

« Pour éviter cette transformation, inévitable dans tous les régimes antérieurs, de l'État et des organes de l'État, à l'origine serviteurs de la société, en maîtres de celle-ci, la Commune employa deux moyens infaillibles. Premièrement, elle soumit toutes les places de l'administration, de la justice et de l'enseignement au choix des intéressés par élection au suffrage universel, et, bien entendu, à la révocation à tout moment par ces mêmes intéressés. Et, deuxièmement, elle ne rétribua tous les services, des plus bas aux plus élevés, que par le salaire que recevaient les autres ouvriers. Le plus haut traitement qu'elle payât était de 6 000 francs. Ainsi on mettait le holà à la chasse aux places et à l'arrivisme, sans parler de la décision supplémentaire d'imposer des mandats impératifs aux délégués aux corps représentatifs. »

— Engels, La guerre civile en France, Introduction, 1891
Pour Lénine cette mesure est d'un importance extrême :

« A cet égard, une des mesures prises par la Commune, et que Marx fait ressortir, est particulièrement remarquable : suppression de toutes les indemnités de représentation, de tous les privilèges pécuniaires attachés au corps des fonctionnaires, réduction des traitements de tous les fonctionnaires au niveau des "salaires d'ouvriers ". C'est là justement qu'apparaît avec le plus de relief le tournant qui s'opère de la démocratie bourgeoise à la démocratie prolétarienne, de la démocratie des oppresseurs à la démocratie des classes opprimées, de l'Etat en tant que "pouvoir spécial " destiné à mater une classe déterminée à la répression exercée sur les oppresseurs par le pouvoir général de la majorité du peuple, des ouvriers et des paysans. Et c'est précisément sur ce point, particulièrement frappant et le plus important peut-être en ce qui concerne la question de l'Etat, que les enseignements de Marx sont le plus oubliés ! Les commentaires de vulgarisation - ils sont innombrables - n'en parlent pas. Il est "d'usage" de taire cela comme une "naïveté" qui a fait son temps, à la manière des chrétiens qui, une fois leur culte devenu religion d'Etat, ont "oublié" les "naïvetés" du christianisme primitif avec son esprit révolutionnaire démocratique. »

— Lénine, L'État et la révolution, ch. 3 L'expérience de la Commune de Paris (1871). Analyse de Marx, 1917

### Premiers décrets: le problème des spécialistes
Sous l'impulsion de Lénine, le Conseil des commissaires des peuples adopte en décembre 1917 un décret limitant à 500 roubles le salaire des commissaires du peuple, avec ordre de préparer d'autres mesures pour réduire le revenu des élus, des employés et des fonctionnaires bénéficiant d'un traitement trop élevé.
Cependant, il est obligé de faire marche arrière concernant les « spécialistes bourgeois », qui risquent de passer à la contre-révolution ou d'émigrer. Le revenu maximum touche alors principalement les communistes et les cadres, mais pas les techniciens.
Lénine reconnaît alors ouvertement qu'il s'agit d'un recul par rapport aux objectifs communistes :

« Force nous a été de recourir maintenant au vieux procédé, au procédé bourgeois, et de consentir à payer un prix très élevé les « services » des plus grands spécialistes bourgeois. Cela, tous ceux qui connaissent la question le voient bien, mais tout le monde n'approfondit pas la portée de cette mesure prise par l'Etat prolétarien. Il est évident que cette mesure est un compromis, un certain abandon des principes de la Commune de Paris et de tout pouvoir prolétarien, lesquels exigent que les traitements soient ramenés au niveau du salaire d'un ouvrier moyen, et que l'arrivisme soit combattu par des actes et non par des paroles.
Plus encore. Il est évident que cette mesure n'est pas simplement un arrêt, — dans un certain domaine et dans une certaine mesure — de l'offensive contre le capital (car le capital, ce n'est pas une somme d'argent, ce sont des rapports sociaux déterminés) ; c'est encore un pas en arrière fait par notre pouvoir d'Etat socialiste soviétique, qui a proclamé et appliqué dès le début une politique tendant à ramener les traitements élevés au niveau du salaire d'un ouvrier moyen. »

— Lénine, Les tâches immédiates du pouvoir des Soviets, 1918
En 1919, les revenus supérieurs à 3 000 roubles par an doivent être approuvés par le Conseil des commissaires du peuple, pour des spécialistes reconnus indispensables à l'économie soviétique.
Lénine lie cette différence de salaires au manque de spécialistes, mais souligne que le rapport des salaires des plus bas aux plus hauts a néanmoins été réduit de 1 à 20 avant la révolution, à 1 à 5 pendant. 
Cependant, l'inflation et la disparition relative de l'argent face au rationnement favorisent d'autres formes de privilèges basés sur les avantages en nature. Après la guerre civile et le développement du commerce lié à la NEP, ces avantages en nature continuent de se développer, tandis que les rapports monétaires prennent leur essor et les salaires deviennent plus inégaux. Ces inégalités se développeront encore pendant l'ère stalinienne, car Staline s'opposait avec force à l'égalitarisme de l'Opposition de gauche.

## liens externes
- Marx, (1971). La guerre civile en France (dont l'introduction d'Engels de 1891).
- Lénine, (1917). L'État et la révolution
- Lénine, (1918). Les tâches immédiates du pouvoir des Soviets.
- Lénine, (1917). The Salaries of High-Ranking Office Employees and Officials.
- Lénine, (1918). Rates of Pay for High-Ranking Officials.
- Evgeny Samuilovich Varga «ВСКРЫТЬ ЧЕРЕЗ 25 ЛЕТ» "à ouvrir dans 25 ans", lettre de suicide.
- Documents du Politburo à propos du partmaximum (en Russe).
- Мервин Мэтьюз, 1992. Становление системы привилегий в Советском государстве (Russe) (La formation du système de privilèges dans l'état soviétique) Опубликовано в журнале «Вопросы истории», 1992, № 2-3, с. 45-61.

- (ru) Cet article est partiellement ou en totalité issu de l’article de Wikipédia en russe intitulé « Партмаксимум » (voir la liste des auteurs).